# Python Software Foundation License
Python Software Foundation License (PSFL) — BSD-подібна пермісивна ліцензія на вільне ПЗ, сумісна з GNU General Public License (GPL). Її первинне призначення – поширення програмного проекту Python. На відміну від GPL, ліцензія Python не є копілефтною і дозволяє вносити зміни до вихідного коду, а також створювати похідні роботи, не відкриваючи код. PSFL зазначена як затверджена як FSF, і OSI.
Більш ранні версії Python перебували під так званою Python License, несумісною з GPL. Як причина цієї несумісності Фондом вільного програмного забезпечення було зазначено, що «ця ліцензія Python регулюється законами штату Вірджинія, США», а GPL не дозволяє цього.
У тому ж році, коли автор мови Python Гвідо ван Россум змінив ліцензію, щоб усунути цю несумісність, за що він був удостоєний премії Free Software Award. Однак версії Python від 1.6b1 до 2.0 і 2.1, як і раніше, поширюються під старою ліцензією, несумісною з GNU GPL.